# SIM São Paulo
A Semana Internacional de Música de São Paulo (SIM São Paulo) é a maior feira de negócios da música da América Latina. Durante cinco dias, a capital paulista vira ponto de encontro de profissionais do indústria musical como donos de festivais e selos, programadores, curadores, distribuidoras, plataformas digitais, influenciadores e artistas. 
Os temas abordados no evento têm o novo mercado da música como foco e colocam em evidência e discussão novas ideias e conceitos que estão transformando o cenário mundial, além de capacitar e conectar pessoas.
A SIM São Paulo desenvolve ações em três pilares:
- SIM Live: exposição de novas tendências musicais;
- Convention: acesso a informações atuais e relevantes;
- Networking & Business: incentivo à formação de novas parcerias.

Artistas como Liniker e os Caramelows, Elza Soares, Jards Macalé, Plutão Já Foi Planeta, Far From Alaska, Boogarins, Francisco, El Hombre, Steve Shelley, Tom Zé e outros já marcaram presença na SIM São Paulo desde 2013.

## História
Criada pela publicitária Fabiana Batistela, a SIM São Paulo teve sua primeira edição em 2013. Uma das maiores cidades do mundo, São Paulo, ainda não tinha uma convenção em que a música fosse o foco. As music conventions são estímulos para a indústria, não só por trazerem conteúdos que refletem sobre os desafios de um mercado em constante mudança, mas principalmente pela conexão de profissionais e ampliação de parcerias que proporcionam. A SIM São Paulo surgiu em 2013 inserindo a capital paulista nesse cenário.
“A ideia da Semana Internacional de Música de São Paulo nasceu quando fui ao MaMA Festival & Convention, em Paris, 2012. Todas as pessoas que vão ao MaMA aproveitam a cidade como uma das atrações. Eu queria fazer isso aqui, utilizar a cidade como um cenário para um grande encontro de música. Um evento fora de centros de convenções frios e impessoais, sem estandes, mas 100% focado em conteúdo, conexões e no novo." - Fabiana Batistela, idealizadora e diretora da SIM São Paulo.

## Os pilares

### SIM Live
Braço do evento dedicado à música ao vivo, se divide em dois momentos:
- Showcases diurnos, programados para acontecer durante a tarde e início da noite no Centro Cultural São Paulo;[3]
- Festas e shows noturnos, em parceria com agentes do mercado, empresas ou instituições culturais públicas e privadas do Brasil e de vários países, que ocupam diversos palcos da capital paulista.[4]

### Convention
Contempla palestras, keynotes, painéis, debates e workshops. São mais de 50 painéis que discutem novas ideias sobre todos os setores da música. Uma maratona de conhecimento e troca de experiências com convidados de todo o Brasil e dos quatro cantos do mundo.

### Network & Business
Programação voltada a negócios da SIM São Paulo. Além da circulação pela PRO-AREA (lounge exclusivo para credenciados), inclui coquetéis, reuniões fechadas e abertas, speed-meetings, meetups e pitches que possibilitam conexões e parcerias com profissionais de dentro e fora do país.

## SIM Transforma
Criada para impulsionar e conectar produtores e artistas da periferia com a indústria da música, nasceu como SIM Social em 2015 e se transformou na SIM Transforma em 2016. Em 2018, SIM Transforma se estabeleceu como uma plataforma de diálogo permanente entre as pontas da cidade e do mercado. 
As ações de 2015 a 2017 envolviam palestras, oficinas, atividades culturais, pocket shows e filmes. Ainda como SIM Social, foram desenvolvidos três dias de ações em três bairros diferentes, sendo eles o Jardim Ângela, Capão Redondo e São Mateus.
Em 2016, já como SIM Transforma, foram quatro dias de ações nos bairros Jardim Ângela, Grajaú, São Mateus, Ermelino Matarazzo e Cidade Tiradentes.
Em 2017, o projeto já começou a crescer. Com oito dias de ações, foram espalhadas pelos bairros do Capão Redondo, Jardim São Luís, Jaçanã, Brasilândia e Vila Nova Cachoeirinha.
Em 2018, o projeto se estendeu por todo o segundo semestre, em parceria com as Fábricas de Cultura. Foram quatro ações mensais, envolvendo palestras e mentorias (feitas a partir da inscrição e seleção dos artistas) com músicos, jornalistas, produtores, curadores e outros profissionais da indústria musical. Durante a programação da SIM 2018 ainda aconteceram mais duas ações nos bairros do Grajaú e Jardim Ângela.
As ações mensais da SIM Transforma continuam em 2019 em bairros da Zona Norte e Zona Sul da cidade de São Paulo, como Jardim São Luís, Capão Redondo, Brasilândia e Jaçanã, e continua em 2019.

## DATA SIM
Anunciado na cerimônia do Prêmio SIM 2017, o DATA SIM é o núcleo da SIM São Paulo de pesquisa e organização de dados e informações sobre o mercado da música no Brasil. Seu objetivo é analisar a música como agente de construção de identidade, transformação social e desenvolvimento econômico, aprofundando a compreensão da dimensão e organização do mercado e suas relações com outros setores das indústrias criativas.

## Prêmio SIM
Destaca e reconhece as melhores iniciativas do ano da indústria musical. São apenas 4 categorias, três delas com 10 indicados cada, sendo um escolhido pelo público. O grande vencedor de cada categoria é escolhido pelos credenciados na SIM.

### Novo Talento
Artistas em começo de carreira que chamaram a atenção durante o ano pelo trabalho musical, performance, posicionamento e contribuição artística.

### Inovação
Novas ferramentas, startups, aplicativos e iniciativas inovadoras que podem revolucionar o setor por meio da tecnologia e da pesquisa.

### Projeto do Ano
Uma campanha de marketing, um festival, uma empresa, um profissional que tenha realizado algo especial ou um projeto artístico inovador.

### Contribuição à Música
Reconhece a contribuição daquela pessoa que dedicou sua vida à música, com uma história de décadas de conquistas e realizações importantes para o mercado brasileiro, se tornando referência no meio. Não há votação para esta categoria.

#### 2017
| Novo Talento                          | Resultado | Inovação                                             | Resultado | Projeto do Ano                          | Resultado |
| ------------------------------------- | --------- | ---------------------------------------------------- | --------- | --------------------------------------- | --------- |
| Baco Exu do Blues                     | Indicado  | Mapeamento Brasil de Hulu                            | Indicado  | Programa Natura Musical                 | Indicado  |
| Giovani Cidreira                      | Vencedor  | Soundchart                                           | Indicado  | Trio Elétrico Navio-Pirata              | Indicado  |
| Larissa Luz                           | Vencedora | Holoplot                                             | Indicado  | Red Bull Music Academy São Paulo        | Indicado  |
| Linn da Quebrada                      | Indicado  | Hand Album Tribalistas                               | Indicado  | Internacionalização da Anitta           | Indicado  |
| Mulamba                               | Indicado  | In a Place of War                                    | Indicado  | Turnê Rompe Fronteira                   | Indicado  |
| Pabllo Vittar                         | Indicado  | Acelerarte                                           | Indicado  | Unlikely - Far From Alaska              | Indicado  |
| Rakta                                 | Indicado  | Humon                                                | Indicado  | Breve                                   | Indicado  |
| Rincon Sapiência                      | Indicado  | Site Luiza Caspary                                   | Indicado  | Conexão Cultura DF                      | Vencedor  |
| Teto Preto                            | Indicado  | Techstars Music                                      | Indicado  | Women's Music Event (WME)               | Indicado  |
| Tim Bernardes (Indicado pelo público) | Indicado  | Tem Um Gato Na Minha Vitrola (Indicado pelo público) | Vencedor  | Festival Timbre (Indicado pelo público) | Indicado  |

O homenageado na categoria Contribuição à Música foi o produtor, pesquisador, consultor e curador Pena Schmidt.

#### 2018
| Novo Talento                   | Resultado | Inovação                                     | Resultado | Projeto do Ano                      | Resultado |
| ------------------------------ | --------- | -------------------------------------------- | --------- | ----------------------------------- | --------- |
| Luedji Luna                    | Vencedora | Instituto Dragão do Mar                      | Indicado  | Dot Blockchain Media                | Indicado  |
| Edgar                          | Vencedor  | Aparelha Luzia                               | Vencedor  | Gig Loop                            | Indicado  |
| Tuyo                           | Indicado  | Turnê Internacional da Liniker               | Indicado  | Keychange                           | Vencedor  |
| Bia Ferreira                   | Indicado  | Lab Fantasma na C&A                          | Indicado  | Mustache Chile                      | Indicado  |
| Maria Beraldo                  | Indicado  | Exposição "Jamaica, Jamaica!"                | Indicado  | Safemuse                            | Indicado  |
| Black Pantera                  | Indicado  | 20 Anos de Bananada                          | Indicado  | Palestine Music Expo (PMX) 2018     | Indicado  |
| Duda Beat                      | Indicado  | Tribalistas Ao Vivo                          | Indicado  | Music Tech Fest Stockholm 2018      | Indicado  |
| Drik Barbosa                   | Indicado  | Musical Elza                                 | Indicado  | The Uncensored Playlist             | Indicado  |
| Gloria Groove                  | Indicado  | Dekmantel Brasil                             | Indicado  | European Agenda For Music           | Indicado  |
| Djonga (Indicado pelo público) | Indicado  | Coletividade Namíbia (Indicado pelo público) | Indicado  | Bee My Ears (Indicado pelo público) | Indicado  |

O homenageado na categoria Contribuição à Música foi o produtor musical, músico e cantor Carlos Eduardo Miranda.

## Ligações Externas
1. Site Oficial
2. DATA SIM